# Федершмидт, Эрих
Эрих Херман Федершмидт (англ. Erich Herman Federschmidt; 14 июня 1895, Филадельфия, Пенсильвания — февраль 1962, Дженсен-Бич, Флорида) — американский гребец, серебряный призёр летних Олимпийских игр 1920 года в Антверпене в зачёте рулевых четвёрок, член филадельфийского клуба Pennsylvania Barge Club.

## Биография
Эрих Федершмидт родился 14 июня 1895 года в Филадельфии, штат Пенсильвания.
Начал заниматься академической греблей в 1916 году в местном филадельфийском клубе Pennsylvania Barge Club. Проходил подготовку вместе со своим старшим братом Францем Федершмидтом. Из-за Первой мировой войны на три года вынужден был прервать спортивную карьеру, служил в медицинском корпусе скорой помощи.
По окончании войны Федершмидт вернулся в академическую греблю, вошёл в основной состав американской национальной сборной и благодаря череде удачных выступлений удостоился права защищать честь страны на летних Олимпийских играх 1920 года в Антверпене. В составе распашного рулевого четырёхместного экипажа, куда также вошли его брат Франц, гребцы Карл Клоуз, Кеннет Майерс и рулевой Шерман Кларк, благополучно преодолел полуфинальную стадию соревнований, с большим запасом опередив экипажи из Бразилии и Чехословакии. В решающем финальном заезде финишировал вторым, четыре секунды уступив команде из Швейцарии, и тем самым выиграл серебряную олимпийскую медаль.
Став серебряным олимпийским призёром, Эрих Федершмидт перешёл в другой филадельфийский клуб Undine Barge Club, но вскоре принял решение завершить спортивную карьеру.
Умер 24 февраля 1962 года в поселении Дженсен-Бич, штат Флорида, в возрасте 66 лет.